# Ндуме, Мохаммед Али
Мохаммед Али Ндуме — нигерийский политик, член Палаты представителей Нигерии с 2003 по 2011 годы. Был избран сенатором Южного Борно в апреле 2011 года.

## Биография
Родился примерно в 1961 году в районе местного управления Гвозе. Окончил Политехнический Университет Кадуны в Нигерии и Университет Толедо (англ. University of Toledo) в США. До 2003 года, когда Ндуме начал заниматься политикой, он работал в качестве старшего преподавателя в Политехническом Университете Раматы в городе Майдугури.

## В составе Всенигерийской народной партии
В апреле 2003 года был избран представителем федерального избирательного округа от Чибока, Гвозы и Дамбоа. Был переизбран в апреле 2007 года. Также Ндуме был назначен лидером меньшинства (англ. Minority leader) Палаты представителей.

## В составе Народно-Демократической партии Нигерии
В декабре 2010 Ндуме стал членом Народно-демократической партии Нигерии. Его уход стал тяжёлым ударом для Всенигерийской народной партии, так как Ндуме считался её основным спонсором в Южном Борно.

## Подозрения в связях с террористами
Ндуме вошёл в комитет, созданный Гудлаком Джонатаном для переговоров с Боко харам. В ноябре 2010 один из арестованных членов секты рассказал на допросе, что Мохаммед Ндуме платил им за отправку сообщений с угрозами. 21 ноября 2011, по данным нигерийской газеты Leadership (англ. Leadership (Nigeria)), Ндуме был арестован